# Tadeusz Markiel
Tadeusz Markiel (ur. 1 listopada 1929, zm. 20 listopada 2010) – polski wojskowy, inżynier-mechanik artylerii, podpułkownik Wojska Polskiego, autor wspomnień z okresu II wojny światowej zawierających opis dokonanej w listopadzie 1942 zbrodni w Gniewczynie Łańcuckiej, której był świadkiem.

## Życiorys
Pochodził z niezamożnej rodziny. W czasie wojny mieszkał w centrum Gniewczyny, gdzie jego ojciec prowadził sklep.
W latach 1951–1955 studiował w Wojskowej Akademii Technicznej im. Jarosława Dąbrowskiego w Warszawie, uzyskując tytuł wojskowego inżyniera-mechanika artylerii w zakresie broni artyleryjskiej. Po otrzymaniu dyplomu podjął pracę (jako jeden z kilku wojskowych) w VI Rejonowym Przedstawicielstwie Wojskowym przy kontroli jakości broni wytwarzanej w Hucie Stalowa Wola. Po przejściu na emeryturę w 1979 w stopniu podpułkownika, udzielał młodzieży korepetycji z języka angielskiego i łacińskiego.
Żonaty był z Zofią (zm. 2010), miał trzy córki: Annę, Małgorzatę i Ewę.

## Wspomnienia
W 2006 spisał wspomnienia pt. „Gniewczyna w czas wojny”, zawierające relację z przeprowadzonego w listopadzie 1942 przez niemieckich okupantów, przy współudziale Polaków, mordu na 11 Żydach, poprzedzonego trwającymi zapewne trzy doby torturami w celu ujawnienia przez Żydów miejsc przechowywania ubrań, pieniędzy i biżuterii. Jako trzynastoletni chłopiec był świadkiem tego wydarzenia. Przebywał w domu Leiby Trynczera, w którym miejscowi Polacy uwięzili żydowskie rodziny i gwałcili kobiety. Z domu został usunięty siłą przez jednego ze sprawców. Markiel w swoich wspomnieniach błędnie datuje zbrodnię (maj 1942) oraz zawyża liczbę ofiar (18 wobec 11 w rzeczywistości).
Markiel swoje wspomnienia rozesłał do kilku wydawnictw. Do druku w skróconej wersji przyjęła je redakcja miesięcznika „Znak”, publikując tekst w numerze 4 z kwietnia 2008. Komentarzem opatrzył je Dariusz Libionka z Centrum Badań nad Zagładą Żydów. Wyraził on opinię, że świadectwo Markiela „należy do najbardziej poruszających dokumentów autobiograficznych, z jakimi zetknąłem się, badając stosunki polsko-żydowskie, jakie istniały w okresie niemieckiej okupacji na polskiej prowincji”. Jego zdanie podzieliła w pełni Alina Skibińska. Krytycznie do wspomnień Markiela odniósł się Paweł Styrna, który zwrócił uwagę na niechęć autora w stosunku do Kościoła katolickiego, II Rzeczypospolitej i elit oraz „nienawiść do społeczności, z której komunistyczny awans społeczny go wyrwał”.
Po opublikowaniu wspomnień Markiel stał się ofiarą agresji; jego dom został ostrzelany z broni myśliwskiej.
Choć relacja Markiela nie wywołała publicznej debaty historyków zajmujących się Holocaustem, to była czytana i cytowana, m.in. przez Jana Tomasza Grossa (Złote żniwa. Rzecz o tym, co się działo na obrzeżach zagłady Żydów). Wspomnienia stały się szerzej znane po publikacji artykułu Cezarego Łazarewicza pt. Letnisko w domu śmierci na łamach tygodnika „Polityka” w grudniu 2010.
Szersza, choć cały czas niepełna (za zgodą autora zostały pominięte fragmenty zbyt osobiste oraz te, które były nieistotne w stosunku do tematu głównego, tj. zbrodni w Gniewczynie), wersja wspomnień Markiela została opublikowana już po jego śmierci przez Alinę Skibińską, która opracowała tekst z komputeropisu i opatrzyła go przypisami, a nadto sporządziła analizę historyczną.

## Publikacje
- Zagłada domu Trinczerów, „Znak” 2008, nr 4, s. 119–146.
- „Jakie to ma znaczenie, czy zrobili to z chciwości?” Zagłada domu Trynczerów, Warszawa 2011 (współautor Alina Skibińska).